# Da Capo (Ace of Base)
Da Capo è un album del gruppo musicale pop svedese Ace of Base, pubblicato il 30 settembre 2002 dall'etichetta discografica Polydor.

## Tracce
CD (Polydor 065 223-2 (UMG) / EAN 0044006522326)
1. Unspeakable – 3:14 (Jonas "Joker" Berggren, Adam Anders, Magnus Lindstein, Niclas von der Burg)
2. Beautiful Morning – 2:59 (Jonas "Joker" Berggren, Jenny Berggren, Linn Berggren)
3. Remember the Words – 3:43 (Jonas "Joker" Berggren, Jonas von der Burg, Anoo Bhagavan, Harry Sommerdahl)
4. Da Capo – 3:10 (Jonas "Joker" Berggren)
5. World Down Under – 3:32 (Jonas "Joker" Berggren, Harry Sommerdahl)
6. Ordinary Day – 3:24 (Jonas "Joker" Berggren)
7. Wonderful Life – 4:15 (Colin Vearcombe)
8. Show Me Love – 3:42 (Jonas "Joker" Berggren)
9. What's the Name of the Game – 3:02 (Jonas "Joker" Berggren, Jonas von der Burg, Jenny Berggren, Linn Berggren, Harry Sommerdahl)
10. Change with the Light – 3:35 (Jonas "Joker" Berggren, Ulf "Buddha" Ekberg, Jenny Berggren, Linn Berggren)
11. Hey Darling – 3:16 (Jonas "Joker" Berggren)
12. The Juvenile – 3:45 (Jonas "Joker" Berggren)

Durata totale: 41:37

## Classifiche
| Classifica (2002) | Posizione raggiunta |
| ----------------- | ------------------- |
| Austria           | 61                  |
| Danimarca         | 21                  |
| Giappone          | 40                  |
| Norvegia          | 40                  |
| Svezia            | 25                  |
| Svizzera          | 23                  |